# Oxypilus descampsi
Oxypilus descampsi es una especie de mantis de la familia Hymenopodidae.

## Distribución geográfica
Se encuentra en Etiopía, Kenia, Níger, Sudán y el Chad.